# Stanislav Birner
Stanislav Birner (Karlovy Vary, 11 ottobre 1956) è un ex tennista cecoslovacco.

## Carriera
In carriera ha vinto 2 titoli di doppio. Nei tornei del Grande Slam ha ottenuto il suo miglior risultato raggiungendo la finale di doppio misto all'Open di Francia nel 1980, e i quarti di finale nel doppio sempre all'Open di Francia nel 1987, in coppia con il connazionale Jaroslav Navrátil.
In Coppa Davis ha disputato una sola partita, ottenendo nell'occasione una sconfitta.

## Statistiche

### Doppio

#### Vittorie (2)
| Numero | Anno | Torneo                                | Superficie  | Compagno          | Avversari in finale          | Punteggio     |
| 1.     | 1983 | Geneva Open, Ginevra                  | Terra rossa | Blaine Willenborg | Joakim Nyström Mats Wilander | 6–1, 2–6, 6–3 |
| 2.     | 1984 | Hypo Group Tennis International, Bari | Terra rossa | Libor Pimek       | Marcel Freeman Tim Wilkison  | 2–6, 7–6, 6–4 |